# Čelovce (powiat Veľký Krtíš)
Čelovce – wieś (obec) na Słowacji położona w kraju bańskobystrzyckim, w powiecie Veľký Krtíš. Pierwsze wzmianki o miejscowości pochodzą z 1295 roku.
Według danych z dnia 31 grudnia 2012 roku, wieś zamieszkiwały 432 osoby, w tym 223 kobiety i 209 mężczyzn.
W 2001 roku rozkład populacji względem narodowości i przynależności etnicznej wyglądał następująco:
- Słowacy – 72,77%
- Romowie – 24,71%
- Ukraińcy – 0,92%
- Węgrzy – 0,69%

Ze względu na wyznawaną religię struktura mieszkańców kształtowała się w 2001 roku następująco:
- Katolicy rzymscy – 73%
- Ewangelicy – 22,43%
- Prawosławni – 1,14%
- Ateiści – 1,37%
- Nie podano – 1,83%